# Barbora Krnovská
Barbora Krnovská či Opavsko-Krnovská (1448 – 1510/13) byla osvětimská kněžna z rodu opavských Přemyslovců.

## Životopis
Byla dcerou krnovského a rybnického knížete Mikuláše V. Provdala se za osvětimského knížete Jana IV. a stala se tak jeho druhou ženou. Po smrti uherského krále Matyáše Korvína v roce 1490 se domáhala navrácení Krnovského knížectví, o které přišel její bratr Jan IV. Krnovský v důsledku podpory Jiřího z Poděbrad. Český král Vladislav Jagellonský prohlásil Krnovské knížectví za odúmrť a předal jej nejvyššímu kancléři království Janu II. ze Šelmberka. Barbora Krnovská se díky své odvaze nehodlala skutečností smířit a trvala na svých nárocích. Knížectví spravovala se synem Jana II. ze Šelmberka Jiřím ze Šelmberka, který si vzal za manželku její dceru Helenu Osvětimskou a byl jejím spoluvládcem do její smrti. Datum smrti je mezi lety 1510 a 1513.